# Emanuel Beskow
Emanuel Beskow, född 25 oktober 1869 i Stockholm, död 4 december 1948 i Borås, var en svensk präst. Han var far till Allan Beskow och bror till Fritz och Nils Beskow.
Beskow blev student vid Uppsala universitet 1888, teologie kandidat 1897 och teologie doktor 1927. Han blev pastorsadjunkt i Hedvig Eleonora församling 1897, regementspastor vid Svea ingenjörsbataljon 1897 och vid Livgardet till häst 1899. Han överflyttade därefter till Skara stift, där han blev kyrkoherde i Dala församling 1902, i Borås 1910, kontraktsprost 1924 och pensionerades 1942. Han var inspektor för högre allmänna läroverket i Borås, ordförande i Borås kyrkofullmäktige 1932 och preses vid prästmötet i Skara 1922. Han skrev Evangelisk nådemedelsförvaltning (1921) samt uppsatser i kyrkliga och teologiska ämnen.
Emanuel Beskow var son till byrådirektör Axel Beskow och Anna Murray. Han gifte sig 1900 med Nanna Hildebrand (1877–1963), dotter till riksantikvarie Hans Hildebrand av den borgerliga släkten Hildebrand och Elin Martin. Makarna är begravda på Sankt Ansgars griftegård i Borås.